# Vadim Guljaev
Vadim Vladimirovič Guljaev (in russo Вадим Владимирович Гуляев?; Mosca, 5 febbraio 1941 – Mosca, 12 dicembre 1999) è stato un pallanuotista sovietico, vincitore di una medaglia d'oro alle olimpiadi di Monaco 1972 e di una d'argento a Città del Messico 1968.